# Vitsentzos Kornaros
Vitsentzos Kornaros (Siteía, 29 de março de 1553 – Heraclião, 1616) (em grego:  Βιτσέντζος ou Βικέντιος Κορνάρος) ou Vincenzo Cornaro (29 de março de 1553 – 1613/1614) foi um poeta cretense, que escreveu o poema épico romântico Erotokritos. Ele escreveu em dialeto vernáculo cretense (grego cretense), e foi uma figura importante do Renascimento cretense.
Vitsentzos Kornaros é considerado o maior de todos os poetas cretenses e uma das figuras mais significativas e influentes em todo o curso da poesia grega. Filho de um aristocrata veneziano-cretense e descendente da nobre família veneziana de Cornaro , nasceu perto de Sitia , Creta, em 1553. Mais tarde, quando se casou, veio morar em Candia (hoje Heraklion), onde ingressou na Accademia dei Stravaganti. Kornaros morreu em 1613 (ou 1614), pouco antes de seus contemporâneos, William Shakespeare e Miguel de Cervantes..

## Biografia
Não existem muitas fontes biográficas sobre Kornaros além dos últimos versos de Erotokritos. Acredita-se que ele nasceu em uma família rica em Trapezonda (Τραπεζόντα), uma vila perto de Sitia, Creta, em 1553, e viveu lá aproximadamente até 1590. Ele então se mudou para Candia (moderna Iraklion), onde seu casamento com Marietta Zenão aconteceu. Juntos, eles tiveram duas filhas chamadas Helen e Katerina.
Em 1591 Kornaros tornou-se administrador e, durante o surto de peste de 1591 a 1593, trabalhou como supervisor sanitário.
Ele mostrou interesse pela literatura e foi membro de um grupo literário chamado Accademia degli Stravaganti (Academia dos Estranhos), fundado por seu irmão e colega escritor Andrea Cornaro, que escrevia em língua italiana.
Ele morreu em Candia, em 1613 (ou 1614), e foi enterrado na igreja de San Francesco. A causa de sua morte permanece desconhecida.
Ortografias alternativas de seu primeiro nome incluem Vincenzo, Vitzentzos ou Vikentios.
"Erotokritos" de Kornaros foi uma fonte de inspiração para Dionysios Solomos e influenciou poetas gregos como Kostis Palamas, Krystallis e Seferis.

## Monumento

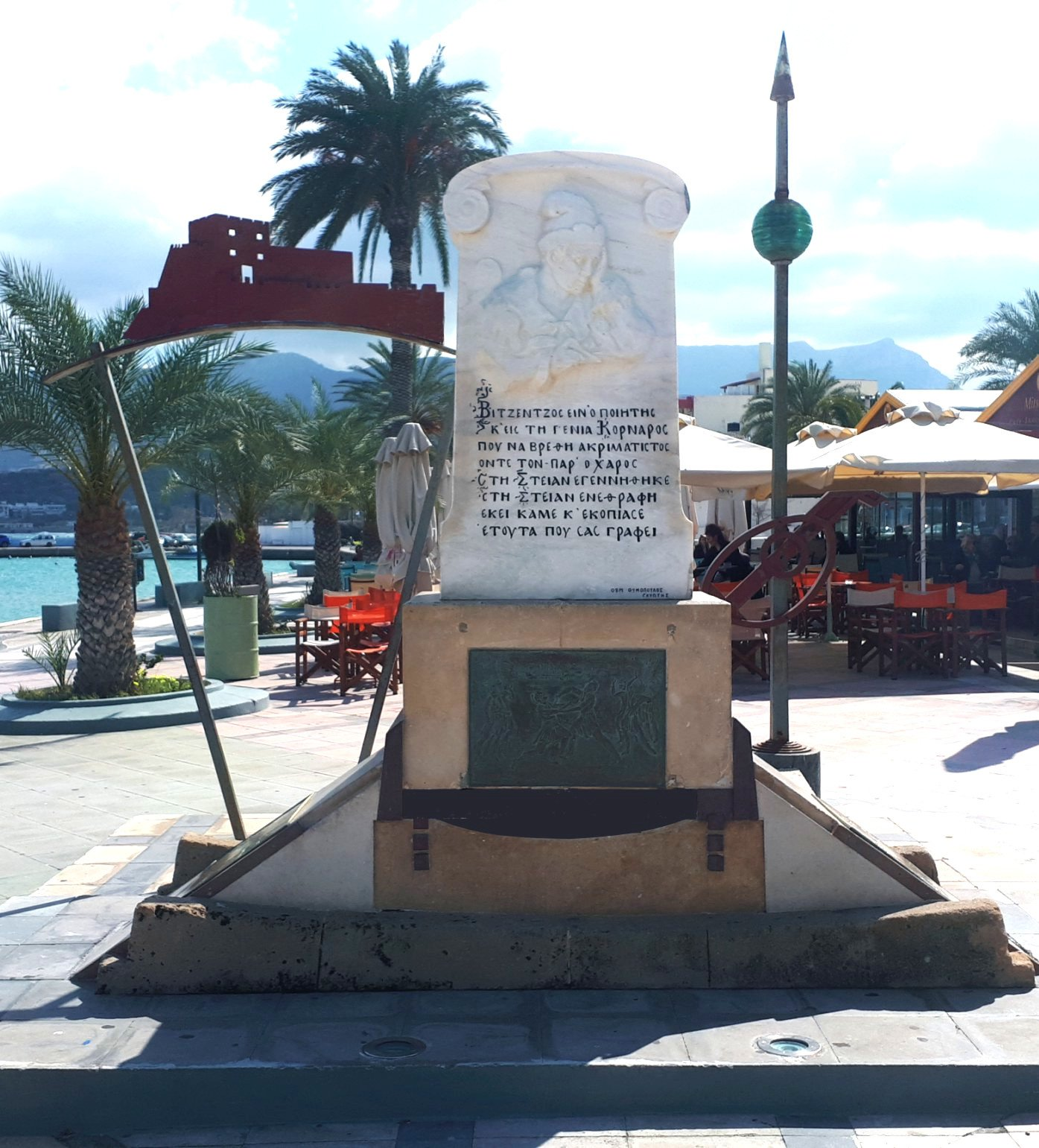
Monumento dedicado ao poeta Sitia Vitsentzos Kornaros

Monumento dedicado ao poeta Sitia Vitsentzos Kornaros, obra do escultor Thomas Thomopoulos.

## Edições e traduções
- Stylianos Alexiou (ed.): Βιτσέντζος Κορνάρος, Ερωτόκριτος. Επιμέλεια Στυλιανού Αλεξίου. Εστία, Αθήνα 1995 (Νέα Ελληνική Βιβλιοθήκη).
  - First: βιτσέντζος κορνάρος: ερωτόκριτος. Κριτική έκδοση, εισαγωγή, σημειώσεις, γλωσσάριο. Μεγάλη έκδοση: Ερμής, Atenas 1980.
  - Μικρή έκδοση: Ερμής, Atenas 1985.
- Stefanos Xanthoudidis (Hrsg.): Βιτζέντζου Κορνάρου Ερωτόκριτος. Έκδοσις κριτική γενομένη επί τη βάσει των πρώτων πηγών μετ' εισαγωγής, σημειώσεων & γλωσσαρίου υπό Στεφάνου Α. Ξανθουδίδου, η επισυνάπτονται πραγματεία του καθηγητού της γλωσσολογίας Γεωργίου Ν. Χατζιδάκι περί της γλώσσης και γραμματικής του Ερωτόκριτου και οκτώ φωτοτυπικοί πίνακες εκ του χειρογράφου. Herakleion 1915 (Digitalisat).
- Francesco Maspero: Erotocrito: Introduzione, traduzione e note, Milão 1975.
- Gavin Betts, Stathis Gauntlett e Thanasis Spilias (eds.): Vitsentzos Kornaros, Erotokritos. Uma tradução com introdução e notas. Brill, Leiden 2004.